# Vučje
Vučje (en serbe cyrillique : Вучје) est une ville de Serbie situé sur le territoire de la Ville de Leskovac, district de Jablanica. Au recensement de 2011, elle comptait 2 871 habitants.

## Géographie
Vučje est situé sur les bords de la Veternica, un affluent gauche de la Južna Morava.

## Histoire

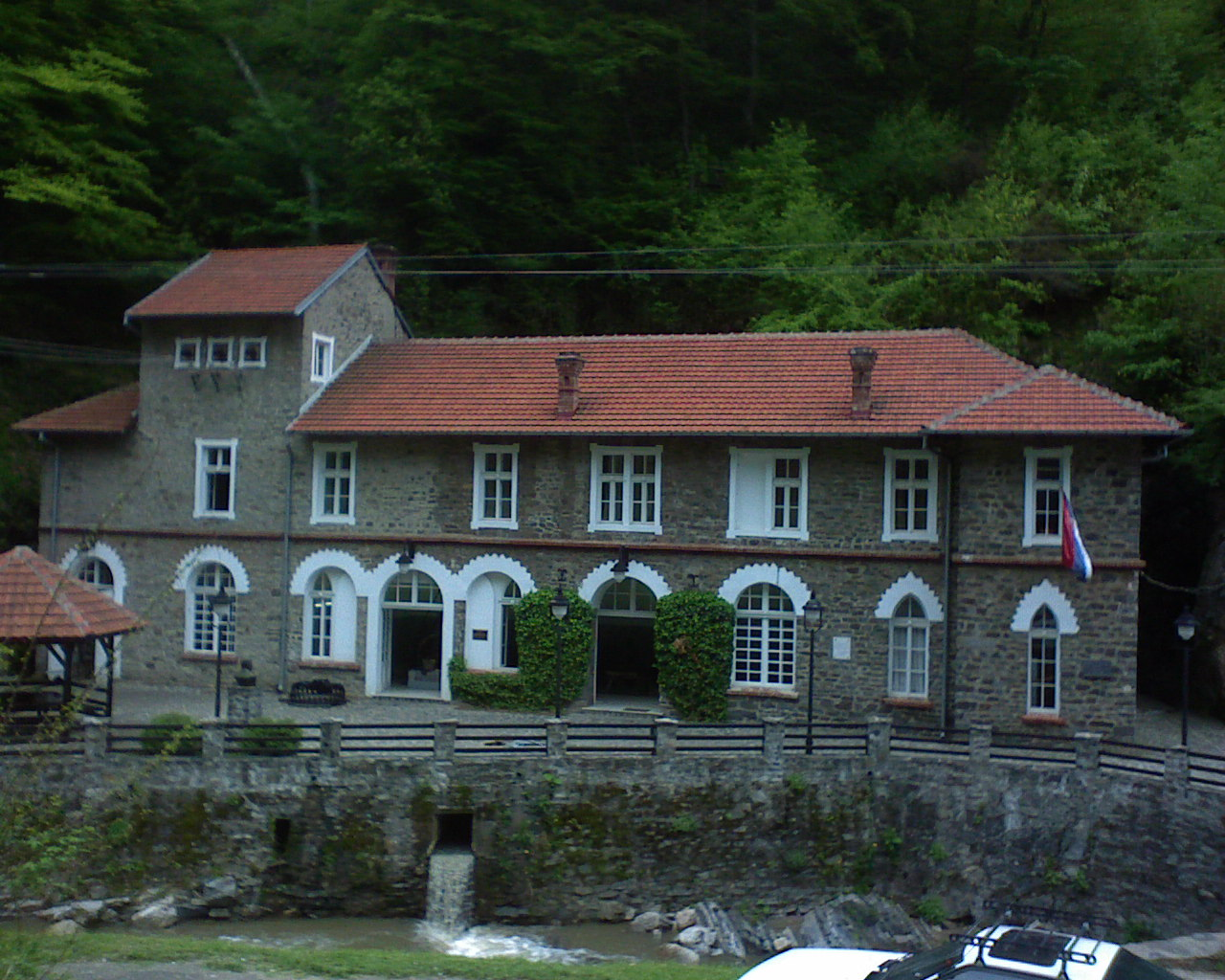
La centrale hydroélectrique de Vučje

## Démographie

### Évolution historique de la population
| 1948  | 1953  | 1961  | 1971  | 1981  | 1991  | 2002  | 2011  |
| ----- | ----- | ----- | ----- | ----- | ----- | ----- | ----- |
| 1 784 | 1 943 | 2 680 | 3 178 | 3 318 | 3 492 | 3 258 | 2 871 |

|  |